# Statistici Canada
Statistici Canada (în franceză Statistique Canada, în engleză Statistics Canada), este institutul de statistică al Canadei, care a fost fondat în 1971.